# 名古屋市立宝神中学校
名古屋市立宝神中学校（なごやしりつ ほうじんちゅうがっこう）は、愛知県名古屋市港区宝神一丁目にある公立中学校。

## 歴史
1976年（昭和51年）4月1日、港北中学校および港南中学校の両中学校より、港西小学校・高木小学校の通学区域をそれぞれ分譲され、名古屋市立宝神中学校として成立。

### 生徒数の変遷
『愛知県小中学校誌』（2018年）によると、生徒数の変遷は以下の通りである。
| 1976年（昭和51年） | 522人  |  |
| 1977年（昭和52年） | 904人  |  |
| 1987年（昭和62年） | 1201人 |  |
| 1997年（平成9年）  | 695人  |  |
| 2007年（平成19年） | 603人  |  |
| 2017年（平成29年） | 600人  |  |

## 通学区域
所管する名古屋市教育委員会は、2021年（令和3年）4月1日現在、名古屋市立港西小学校・名古屋市立高木小学校および名古屋市立神宮寺小学校の学校区を通学区域として指定している。

## アクセス
- 名古屋臨海高速鉄道あおなみ線稲永駅より徒歩19分または名古屋市営バス「稲永」バス停より乗車し「十一屋」停留所で下車後徒歩7分[4]
- 市バス「宝神五丁目」停留所より徒歩8分[4]
- 市バス「十一屋」停留所より徒歩7分[4]
- 名鉄バス「宝神町」停留所より徒歩5分[4]
- 市バス「多加良浦」停留所より徒歩19分[4]